# Chery Commercial Vehicle

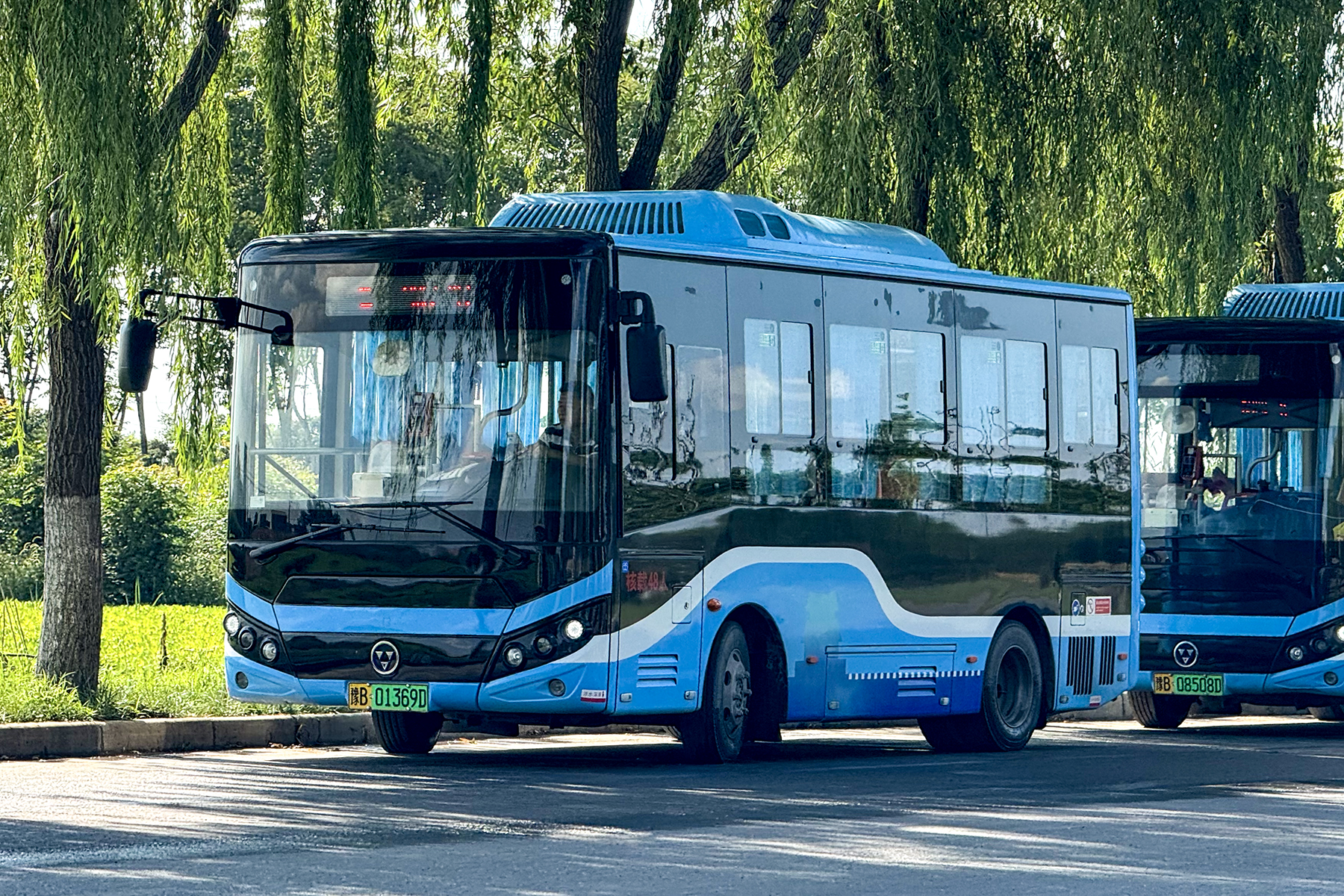
Wanda WD6666BEVG03 (2024)

Chery Commercial Vehicle (chiń. upr. 奇瑞商用车) – chiński państwowy koncern motoryzacyjny, z siedzibą w Wuhu, działający od 2001 roku. Należy do chińskiego holdingu Chery Holding.

## Struktura koncernu

### Spółki
- Karry – chiński producent samochodów dostawczych, działający od 2009 roku,
  - Karry Auto – oddział produkujący spalinowe samochody dostawcze, działający w latach 2009–2024,
  - Karry New Energy – oddział produkujący elektryczne samochody dostawcze, działający od 2017 roku,
- C&C Trucks – chiński producent samochodów ciężarowych, działający od 2012 roku,
- Chery & Wanda Bus – chiński producent autobusów i vanów, działający od 2012 roku.

## Historia
Chiński państwowy koncern samochodowy Chery Automobile w 2001 roku rozpoczął przygotowania do poszerzenia swojej oferty o pojazdy dostawcze, tworząc oddział Chery Commercial Vehicle. Dopiero 6 lat później, w 2007 roku, do sprzedaży trafiły pierwsze użytkowo-osobowe modele Chery o nazwie Chery Karry i Chery V2. Już 2 lata później wydzielono dla nich odrębną markę Karry Auto, która stała marką handlową Chery Commecial Vehicle. W 2010 roku powstało Chery Holding, w którym Chery Commercial Vehicle nabrało niezależności od Chery Automobile i skoncentrowało się na dalszym rozwoju swojej oferty. 
W 2012 roku koncern wkroczył do branży samochodów ciężarowych, tworząc firmę C&C Trucks, a w tym samym roku przejęto także firmę Wanda Bus wytwarzającą autokary i autobusy, przemianowując ją na Chery & Wanda Bus. 2012 był też pierwszym rokiem eksportu samochodów dostawczych Karry, z kolei w 2013 Chery Commercial Vehicle rozpoczęło eksport ciężarówek. W 2017 roku koncern wkroczył do branży samochodów elektrycznych, uruchamiając produkcję wyposażonych w taki napęd wariantów swoich isntiejących już pojazdów w ramach flii Karry New Energy.